# Жмурко Іван
Іван Жмурко («Орест», «Ом», «808»; нар. 12 листопада 1922, с. Настасів, нині Тернопільський район, Тернопільська область — пом. 28 червня 1950, біля с. Рай, нині Тернопільський район, Тернопільська область) — український військовик, поручник СБ ОУН (б), Лицар Срібного хреста заслуги УПА.

## Життєпис
Освіта – середня: навчався у Тернопільській українській державній гімназії (1941–1944). Член Юнацтва ОУН із 1939 pjre, провідник Юнацтва ОУН у гімназії (1943), референт Юнацтва ОУН Скалатського повітового проводу ОУН (1943 – весна 1944), референт СБ Тернопільського повітового/надрайонового проводу ОУН (весна 1944 – 8.10.1947), референт СБ Чортківсько-Бережанського окружного проводу ОУН (10.1947 – літо 1949), референт СБ Тернопільського окружного проводу ОУН (09.1949-06.1950). Старший вістун (?), старший булавний (30.06.1948) УПА, поручник СБ (30.06.1950).

## Нагороди
- Згідно з Постановою УГВР від 5.07.1951 р. і Наказом Головного військового штабу УПА ч. 1/51 від 25.07.1951 р. поручник СБ, референт СБ Тернопільського окружного проводу ОУН Іван Жмурко – «Орест» нагороджений Срібним хрестом заслуги УПА.;
- Срібною Зіркою (31.08.1949).

## Вшанування пам'яті
12 жовтня 2017 року від імені Координаційної ради з вшанування пам’яті нагороджених Лицарів ОУН і УПА у Львові Срібний хрест заслуги УПА (№ 008) переданий Ользі Скопівській, сестрі Івана Жмурка – «Ореста». 
У жовтні 2017 року в Настасівській ЗОШ І-ІІІ ступенів було урочисто відкрито меморіальну дошку воякам УПА братам Івану Жмурко–«Оресту» та Ярославу Жмурко–«Окуню».